# Showqān
Showqān (persiska: Shoqān, شقان, شوقان) är en ort i Iran.   Den ligger i provinsen Nordkhorasan, i den nordöstra delen av landet, 500 km öster om huvudstaden Teheran. Showqān ligger 1 340 meter över havet och antalet invånare är 2 297.
Terrängen runt Showqān är varierad. Runt Showqān är det ganska glesbefolkat, med 27 invånare per kvadratkilometer. Showqān är det största samhället i trakten. Trakten runt Showqān består i huvudsak av gräsmarker.